# Aplocera corsalta
Aplocera corsalta är en fjärilsart som beskrevs av Karl Schawerda 1928. Aplocera corsalta ingår i släktet Aplocera och familjen mätare. Inga underarter finns listade i Catalogue of Life.